# Ethan Hanns
Ethan Hanns (ur. 11 listopada 1988) – samoański piłkarz występujący na pozycji bramkarza. W 2012 roku wziął udział w Pucharze Narodów Oceanii.